# Supercoppa austriaca 2022 (pallavolo femminile)
La Supercoppa austriaca 2022, 1ª edizione della Supercoppa nazionale di pallavolo femminile, si è svolta il 24 settembre 2022: al torneo hanno partecipato due squadre di club austriache e la vittoria finale è andata per la prima volta all'ASKÖ Linz-Steg.

## Regolamento
La formula ha previsto una gara unica.

## Squadre partecipanti
| Squadra        | Qualificazione                                  |
| -------------- | ----------------------------------------------- |
| ASKÖ Linz-Steg | Vincitrice Austrian Volley League Women 2021-22 |
| NÖ Sokol/Post  | Vincitrice Coppa d'Austria 2021-22              |

## Torneo
| 24 settembre 2022 Johann Pölz Halle, Amstetten Durata: 1h:32 - Spettatori: 125 | NÖ Sokol/Post | 0 - 3 | ASKÖ Linz-Steg | 21-25, 20-25, 22-25 |